# Ано, Бартелеми
Бартелеми Ано (фр. Barthélemy Aneau; лат. Bartholomaeus Anulus; около 1510, Бурж —
5 июня 1561, Лион) — французский поэт, писавший также на латинском; переводчик и гуманист. Отличался независимостью суждений; вызывал раздражение как у католиков, так и у кальвинистов.

## Биография
Ученик профессора права Мельхиора Волькмара. Поддерживал дружеские отношение с Этьеном Доле. После окончания учёбы был переведен в Коллеж де ла Трините (коллеж Троицы) в Лионе, который считался скрытым очагом реформационных настроений. В 1529 году стал преподавателем риторики, в 1538 году — ректором этого коллежа.
В памфлете «Горациев Квинтилий», напечатанном в Лионе в 1550 году, Бартелеми Ано (под маской Квинтилия, персонажа Горация) резко критиковал манифест «Плеяды»  — «Защита и прославление французского языка». По мнению Ю.Б. Виппера,
«В критике, которую обрушивал на автора „Защиты и прославления“ Бартелеми Ано, было много педантизма, схоластических придирок, элементарной грубости; она дышала
фанатизмом упрямого поклонения старине и самобытности, не желавшего и слышать о каких-либо новшествах или иноземных влияниях. Однако в упреках Ано, при всей отличающей их в целом мелочности и ретроградности, встречаются и здравые суждения.»
.
Как и лидер лионской поэтической школы Морис Сэв, Б. Ано в 1548 году участвовал в разработке поэтической и аллегорической праздничной программы, приуроченной к торжественному въезду в Лион короля Франции Генриха II.
«Ано известен как апологет поэтического творчества Клемана Маро» .
5 июня 1561 года, в день празднования Тела и Крови Христовых, торжественная процессия двигалась рядом с коллежем; возникли беспорядки, по-видимому, по вине фанатика-гугенота; находившийся в здании Ано был ошибочно обвинен в том, что бросил камень в священника, который нёс изображение святого. В результате он был убит разъяренной толпой.

## Основные произведения
- Сборник поэтических и драматических сочинений «Родная песнь» (Chant natal, 1539).
- Патриотическая пьеса—сатира «Лион идущий, или Лион торговый» (Lyon marchant, 1542).
- Третий по счёту французский перевод «Книги эмблем» Андреа Альчато (1549).
- Компилятивный бестиарий «Десятерицы, включающие описание форм и природных свойств животных, как одомашненных, так и диких» (Les Decades de la description, formеs et vertu naturelle des animaux tant raisonnables que bruts, 1549).
- Выпущенный анонимно памфлет «Горациев Квинтилий» (Quintil Horatian, 1550).
- Латинский сборник эмблем Picta poesis (1552), который автор в том же году перевел на французский язык под названием «Поэтическое воображение» (Imagination poétique).
- Латинская поэма-трактат «Юриспруденция» (Juris Prudentia, 1554).
- Алхимический роман «Алектор, или Петух, вымышленная история» (Alector ou le Coq, histoire fabuleuse, 1560), который эрудит XVII века Габриэль Ноде ставил в один ряд со знаменитыми утопиями — книгой Томаса Мора, «Новой Атлантидой» Бэкона и «Городом Солнца» Кампанеллы [5].